# 默林娛樂
默林娛樂（英語：Merlin Entertainments PLC）是一家旅游公司，總部位於英國普爾。在22個國家運營著100個旅遊景點、9家旅館和3個度假村。2012年，該公司管理的產業接待5400萬遊客，規模僅次於華特迪士尼樂園及度假區。 該公司曾經在倫敦證券交易所上市，且是富時250指數成份股之一，至2019年被收購後除牌。

## 歷史
1998年12月，尼克·瓦尼（Nick Varney）、安德魯·卡爾（Andrew Carr）和其他一些Vardon Attractions的高級管理團隊成員通過安佰深集團的資助成立了Merlin Entertainments Group Ltd.。2004年安佰深將此公司賣給了Hermes Private Equity。
當樂高乐園出售時，瓦尼決定將其買下，但是Hermes並不想在默林娛樂上繼續投資，因此將其以1.1億英鎊的價格賣給了黑石集團。黑石集團花費2.5億英鎊買下了樂高主題公園，並將其併入默林娛樂。
在黑石集團所屬下，默林娛樂買下了意大利遊樂園Gardaland，後來又以10億英鎊的價格買下了杜莎夫人蠟像館母公司杜莎集團。此後，迪拜國際資本購得默林娛樂20%的股權。
2007年5月22日默林正式收購杜莎集團，其下所屬的蠟像館、倫敦眼、切辛頓冒險世界、奧爾頓塔、索普公園及海特公園都被併入默林娛樂。同年7月17日，默林娛樂將這些產業的不同產所有權轉賣給私人投資者尼克·萊斯洛（Nick Leslau）。 不過雖然如此，這些產業還是繼續由默林娛樂運營。
2010年1月15日，默林娛樂買下佛羅里達州溫特黑文的一家主題公園柏樹花園（Cypress Gardens），將之併入樂高乐園。這一舉動使得佛羅里達州的這個樂園成爲了世界第五大樂高乐園，并改稱佛羅里達樂高乐园，2011年開幕。
默林娛樂本計劃在2010年上市，當由於市場動盪而不得不暫停計劃。同時黑石集團將20%的股份售予CVC Capital Partners，黑石集團所持股份因此下降到了34%。同時CVC又從迪拜國際資本處購得8%的股份。因此其所持股份上升至28%。
2010年末，默林娛樂宣佈將購買澳大利亞和新西蘭的華納威秀主題公園（Village Roadshow Theme Parks），這一交易包含澳大利亞的悉尼海洋生物水族館、悉尼野生動物世界、曼利海洋生物保護區、悉尼塔和考拉畫廊（Koala Gallery ）以及新西蘭的凱利塔爾頓海洋生物水族館。 次年3月3日交易終結。 緊隨其後，默林娛樂又以1.4億美元的價格買下了UnderWater World、墨爾本水族館、菲爾斯小溪高山度假地、霍瑟姆高山度假地、Otway Fly、Illawarra Fly、釜山水族館和暹羅海洋世界。
2019年6月28日樂高創辦人克里斯提安森（Kristiansen）家族旗下的控股公司Kirkbi與黑石集團和加拿大退休金計畫投資局（CPPIB）以每股收購455便士，斥資47.7億英鎊（60.4億美元），若連同負債在內，交易總值59.05億英鎊（76億美元）私有化默林娛樂，私有化完成後，Kirkbi將持有默林娛樂50%股權，而黑石集團和加拿大退休金計畫投資局將持有其餘權益。

## 外部連結
- 官方网站